# Alicia Keys
Pour les articles homonymes, voir Keys et Cook.
Alicia Augello Cook, dite Alicia Keys, est une pianiste, chanteuse, claviériste, auteure-compositrice-interprète, actrice et productrice américaine, née le 25 janvier 1981 dans le quartier de Hell's Kitchen, à New York.
En 2001, elle sort son premier album, Songs in A Minor, qui fut un énorme succès mondial avec la vente de plus de 12 millions de copies et la récolte de cinq Grammy Awards en 2002. La jeune chanteuse s’impose ainsi, comme une artiste de référence au niveau mondial et l’une des meilleures vendeuses d’album R&B/Soul. Son second album, The Diary of Alicia Keys, réalisé en 2003, fut aussi un autre succès international avec la vente de plus de 8 millions d'exemplaires et la récolte de quatre Grammy Awards en 2005, la même année que l'enregistrement de son troisième album (premier album live : Unplugged) qui débute no 1 au Billboard Top 200 et qui est l'une des meilleures ventes des sessions acoustiques de MTV Live. Alicia Keys devient, ainsi, la première artiste féminine à avoir réalisé la meilleure vente d’albums en live, après Nirvana (1994).
Alicia Keys, apparue dans des séries télévisées comme le Cosby Show (1985) ou Charmed (2002), obtient son premier rôle au cinéma dans Mi$e à prix (Smokin' Aces) en 2006, et apparait dans Nanny Diaries (Le Journal d'une baby-sitter) en 2007, en parallèle à la sortie de son quatrième album vendu à plus de six millions d'exemplaires dans le monde, et récompensé de trois Grammy Awards. L’année suivante, la chanteuse participe au film The Secret Life of Bees (Le Secret de Lily Owens), qui lui vaut une nomination au NAACP Image Awards, et un très bon accueil de la presse spécialisée. En décembre 2009, Alicia Keys, surnommée depuis 2003 « la diva et l’artiste rebelle du neo soul », retourne au studio pour l’enregistrement de son cinquième album qui débute no 2 au Billboard Top 200, et no 1 au Billboard britannique. À la fin de 2009, la chanteuse s'est lancée dans le monde des affaires en collaborant avec la ligne de bijoux The Barber's Daughters. Keys est également cofondatrice et ambassadrice de Keep a Child Alive, une association dont le but est de fournir des traitements, des soins et un soutien aux enfants et à leurs familles atteints de la maladie du SIDA et habitant dans des pays sous-développés et émergents.
Depuis le début de sa carrière, Alicia Keys recense déjà plus de 30 millions de disques vendus à travers le monde, et de nombreux prix dont douze Grammy Awards, trois World Music Awards. Le 11 décembre 2009, la chanteuse est classée cinquième parmi les 20 meilleurs artistes R&B/Hip-hop de la décennie 2000-2010 par le magazine Billboard,. Le 30 janvier 2013, BlackBerry la nomme directrice de la création de l'entreprise, lors de la présentation du Blackberry 10.

## Biographie

### Enfance et débuts (1985–2000)
Alicia Augello Cook est la fille unique de Terri Augello, une actrice occasionnelle d'ascendance italo-irlandaise et de Craig Cook, un agent de bord d'une compagnie aérienne afro-jamaïcain. En 1985, Alicia, qui fait alors partie d'un groupe[réf. nécessaire], fait une apparition dans l'épisode intitulé Attention ! de la sitcom Cosby Show,.
Elle grandit dans le secteur de Hell's Kitchen, dans le quartier de Manhattan à New York, et reçoit, dès l’âge de 7 ans, une formation de musique classique. Après ses études secondaires à la prestigieuse Professional Performing Arts School (en) de Manhattan, d'où elle sort à ses 16 ans première de sa promotion avec le titre de Valedictorian,, elle est admise à l’Université Columbia à New York, qu’elle quitte peu de temps après pour poursuivre sa carrière musicale avec Columbia Records, puis avec J Records (1999) sous la tutelle de Clive Davis et de son manager Jeff Robinson qui l’avait repérée alors qu'elle n'avait que 16 ans.
Elle signe un accord pour travailler sur des titres de démo et son label Aliciaaaaa, avant d'être distribué par Columbia Records. Elle coécrit et enregistre une chanson intitulée Dah Dee Dah (Sexy Thing), titre qui apparaîtra sur la bande originale du film Men in Black en 1997. Cette chanson est son premier enregistrement professionnel, mais il ne sera jamais commercialisé en single et son contrat avec Columbia Records prend fin rapidement,. Un peu plus tard Alicia rencontre Clive Davis, qui la fait signer chez Arista Records, label finalement racheté par Sony. Elle suit alors Clive Davis sur un tout nouveau label, J Records, et enregistre les chansons Rock wit U et Rear View Mirror, titres qui figureront respectivement sur les bandes originales des films Shaft en 2000 et Docteur Dolittle 2.

### Songs in A Minor(2001–2002)

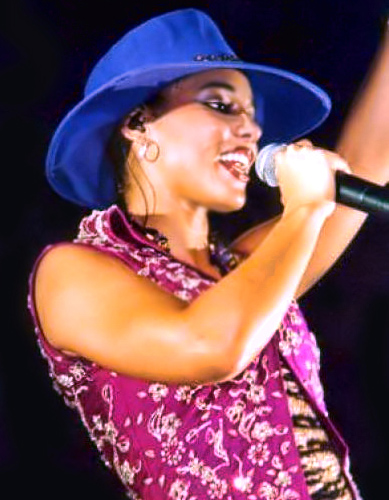
Alicia Keys en concert à Francfort, en Allemagne, en 2002.

Isaac Hayes soutient Alicia Keys en tant que musicien et arrangeur, et elle réalise son premier album studio Songs in A Minor en juin 2001. Véritable « succès instantané, il se vend à plus de 50 000 exemplaires le premier jour de la mise en vente et celui-ci s’installe, dès sa sortie, à la première place du Billboard 200 avec la vente de plus de six millions de copies aux États-Unis et où il est certifié six fois disque de platine par la Recording Industry Association of America (RIAA). L’album sera vendu à plus de 12 millions d'exemplaires à l'échelle mondiale, ce qui établit la popularité internationale de la chanteuse. Elle devient ainsi, la meilleure nouvelle artiste vendeuse et la meilleure artiste de Soul et de R&B vendeuse en 2001. Fallin', le titre phare de l’album, reste numéro 1 durant six semaines dans le Billboard Hot 100 américain. Le second single de l’album A Woman's Worth atteint un pic à la troisième place du Billboard Hot 100. Quelques années plus tard, l’album a été réédité en huit titres remixés avec l’album live MTV Unplugged.
Alicia remporte, avec Songs in A Minor, cinq Grammy Awards en 2002 dans les catégories chanson de l'année, meilleure performance vocale Soul/R&B féminine et meilleure chanson R'n'B/Soul. Le titre Fallin' est également nommé dans la catégorie l’enregistrement de l’année. Alicia Keys devient, en 2002, l’artiste solo ayant gagné le plus de Grammy Awards en une seule nuit après Lauryn Hill aux 41e Grammy Awards.
Durant cette même année, Alicia a coécrit le titre Impossible pour l’album Stripped de Christina Aguilera. Et toujours, au début des années 2000, elle fait des apparitions dans les séries télévisées Charmed et Mes plus belles années.

### The Diary of Alicia KeysetUnplugged(2003–2005)

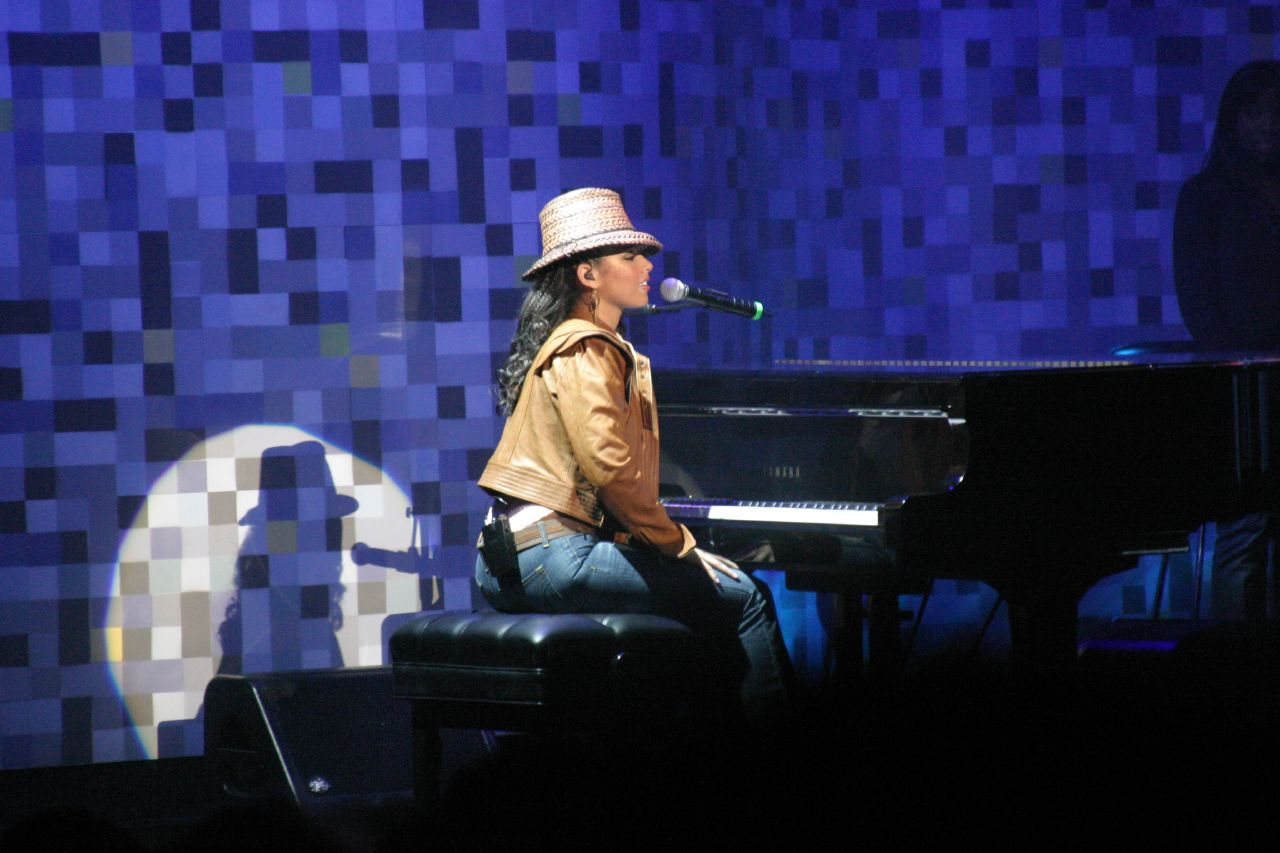
En concert aux États-Unis, en 2004

En décembre 2003, Alicia fait paraître son second album studio The Diary of Alicia Keys qui débute numéro 1 au Billboard 200 américain dès sa sortie, et se vend à plus de 618 000 d'exemplaires durant la première semaine. L’album devient l’une des plus grandes meilleures ventes (première semaine) pour une artiste féminine en 2003. Il se vend à plus 4 millions d'exemplaires aux États-Unis, et sera certifié quatre fois disque de platine par la RIAA. L’album sera vendu à plus de 8 millions d'exemplaires dans le monde entier, devenant ainsi le sixième album le mieux vendu par une artiste féminine et le deuxième album le plus vendu par une artiste féminine de R&B. Les singles You Don't Know My Name et If I Ain't Got You se placeront parmi le Top 5 du Billboard Hot 100. Le troisième single, Diary, se placera parmi les dix premiers du Top 100 (Billboard Américain). Alors que le quatrième single, Karma, aura connu moins de succès sur le Billboard Hot 100, car il se placera à la 20e place. Le titre If I Ain't Got You devient le premier single réalisé par une artiste féminine et à être resté sur le Billboard (Top 100) durant toute une année.
Alicia Keys remporte le prix du meilleur clip vidéo R&B de l’année pour le titre If I Ain't Got You en 2004 aux MTV Video Music Awards. Par ailleurs, Alicia a réalisé la chanson Higher Ground avec Lenny Kravitz et Stevie Wonder.  Au milieu de l’année 2004, la chanteuse publie son recueil de poèmes Tears for waters. Le titre est dérivé de l'un de ses poèmes (Love and Chains à partir de la ligne : « I don't mind drinking my tears for water. » (« Je ne crains pas de boire mes larmes comme de l'eau »). Elle explique que le titre est « le fondement de son écriture » parce que « tout ce que j'ai jamais écrit est venu de mes larmes de joie, de douleur, de tristesse, de dépression… ». Le livre génère un bénéfice de 500 000 $ et figure sur la liste des best-sellers du journal The New York Times pour l’année 2005. La même année, elle remporte un deuxième prix avec le clip vidéo Karma pour meilleur vidéo R&B aux MTV Video Music Awards. Aux Grammy Awards 2005, Alicia est rejointe sur scène par Jamie Foxx et Quincy Jones pour chanter Georgia on My Mind, la chanson de Hoagy Carmichael, rendue célèbre par Ray Charles en 1960. Durant la même soirée, elle remporte quatre Grammy Awards : meilleure performance vocale R&B féminine (If I Ain't Got You), meilleure chanson R&B (You Don't Know My Name), meilleur album R&B/Soul (The Diary of Alicia Keys), meilleure performance duo R&B (My Boo réalisé avec Usher),.
En juillet 2005, Alicia Keys réalise son premier album live Unplugged au Brooklyn Academy of Music pour la chaîne MTV. Au cours de cette session, Alicia ajoute de nouveaux arrangements pour ses chansons originales ainsi que de nouvelles chansons. La session est publiée sur CD et DVD en octobre 2005. Simplement intitulé Unplugged, l'album débute à la première place au Billboard 200 avec la vente de 196 000 copies dès la première semaine. L'album se vend à plus d'un million d'exemplaires aux États-Unis, où il est certifié disque de platine par la RIAA, et vendu à plus deux millions d'exemplaires au niveau mondial. L’album Unplugged est le premier album live le mieux vendu pour MTV après celui de Nirvana en 1994. Ce sera aussi le premier album réalisé par une artiste féminine à atteindre ce score. Le 1er single de l'album, Unbreakable, se placera au numéro 34 sur le Billboard Hot 100, et numéro 4 pour les chansons R&B/Hip-Hop. Le titre est, par contre, numéro 1 du Billboard Américain Adult R&B Airplay (Top 200) durant onze semaines consécutives. Par ailleurs, Alicia ouvre un studio d'enregistrement à Long Island, New York, appelé le Oven Studios, dont elle est copropriétaire avec Kerry « Krucial » Brothers. Le studio a été conçu par l'architecte de renom John Storyk de WSDG, concepteur des Jimi Hendrix Electric Lady Studios. Alicia et Kerry sont les cofondateurs de KrucialKeys Entreprises, une entreprise de production de musique. Celle-ci assiste Alicia dans la création de ses albums, mais aussi pour la production de musique pour les autres artistes.

### Carrière cinématographique etAs I Am(2006–2008)

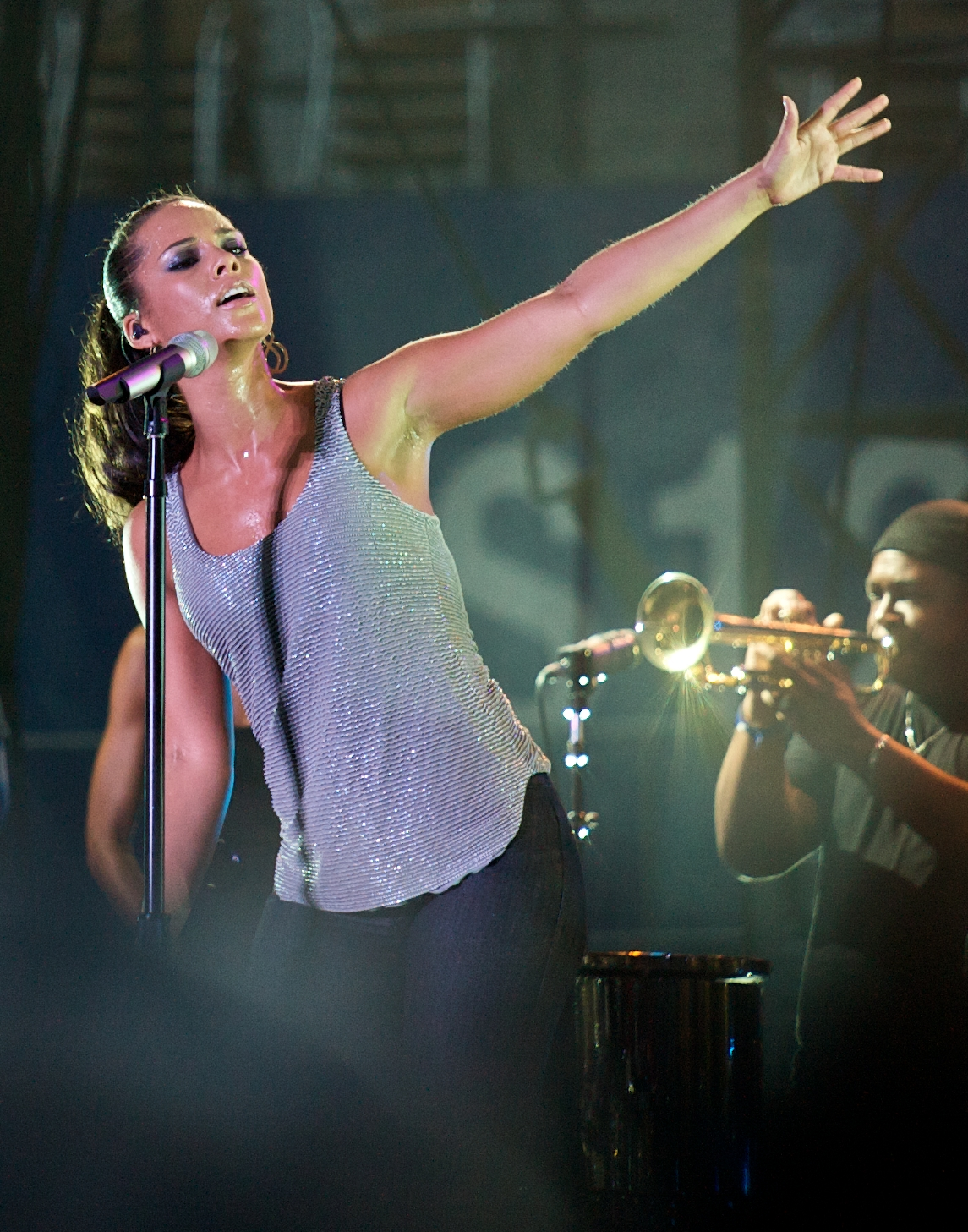
En août 2008, au Summer Sonic Festival, à Tokyo.

En 2006, Alicia remporte trois prix au NAACP Image (artiste féminine exceptionnelle et chanson exceptionnelle) pour son titre Unbreakable (Unplugged). Elle reçoit également le Starlight Award pour l’écriture de la chanson Hall of Fame. En octobre 2006, elle interprète la voix de Mommy Martian dans l'épisode de Mission to Mars de la série télévisée Le Backyardigans, et elle y chante la chanson originale (Almost Everything Is Boinga Here). La même année, Alicia souffre du décès de sa grand-mère paternelle, dont la famille était fortement tributaire. Elle décide alors de prendre une pause et ira durant trois semaines en Égypte. Elle explique que « ce voyage était certainement, à ce jour, la chose la plus cruciale que j'ai jamais fait pour moi-même dans ma vie. C'était un moment très difficile que je vivais, et il arrive au moment où j'avais vraiment besoin (fondamentalement) de m'enfuir, honnêtement. Et je devais aller au plus loin que possible ».
Au début de 2007, Alicia fait ses débuts au cinéma dans le film Mi$e à prix aux côtés de Ben Affleck et Andy García. Elle a reçu de bonnes critiques pour son rôle. Ryan Reynolds a dit que Keys était « tellement naturelle » et qu'elle « émerveillera tout le monde... on est passé d'un artiste à un assassin »,. Au cours de la même année, Alicia a aussi reçu d’autres bonnes critiques pour son deuxième film, Le Journal d'une baby-sitter, qu’elle tourne aux côtés de Scarlett Johansson et Chris Evans. Elle est également invitée dans l'épisode One Man Is An Island de la série Cane.
En novembre 2007, Alicia publie son troisième album studio As I Am. L’album débute no 1 au Billboard 200 américain, avec la vente de 742 000 copies durant sa première semaine de vente. Ce qui sera la meilleure première semaine des ventes d’Alicia, et ce sera, dans le même temps son quatrième album se plaçant consécutivement no 1 au classement Billboard 200, dès sa sortie. Ce qui l’amène, aux côtés de Britney Spears, sur la liste des meilleures vendeuses d’albums débutant no 1 successivement au Billboard 200. Ce fut aussi la semaine la plus importante de vente d’albums pour une artiste féminine, après Norah Jones (Feels like Home en 2004). L’album fut vendu à plus de 4 millions de copies aux États-Unis où il est certifié trois fois disque de platine par le RIAA. Les ventes de l’album au niveau mondial s’élèveront à plus de 6 millions de copies, et Alicia a reçu cinq nominations pour cet album aux American Music Award (2008), et gagné deux prix. Le titre principal de l’album No One se placera no 1 au Billboard Hot 100, mais aussi dans les catégories R&B, Hip/Hop. Le second single de l’album (Like You'll Never See Me Again) est réalisé à la fin de 2007 et se placera numéro 12 au Billboard Hot 100 et numéro 1 pour la catégorie R&B/Hip-Hop. Le troisième single de l’album Teenage Love Affair se place à la troisième place dans la catégorie R&B/Hip-Hop. Alicia réalise son quatrième single Superwoman qui se place numéro 82 au Billboard Hot 100, et numéro 12 dans la catégorie R&B/Hip-Hop. Alicia Keys gagne, avec le single No one, le prix de la meilleure performance vocale R&B féminine et le prix de la meilleure chanson R&B aux Grammy Awards 2008, cérémonie qu’elle ouvre d’ailleurs en chantant Frank Sinatra (chanson des années 1950 : Learnine the Blues), et a chanté le single No One avec John Mayer ultérieurement durant le spectacle. Alicia Keys a aussi gagné le prix de la meilleure artiste féminine de R&B durant cette soirée.
Elle joue un rôle dans Fresh Takes pour le lancement de la publicité de Dove Go Fresh, lancée durant Le Hills sur MTV (mars à avril 2008). Elle signe également un contrat comme porte-parole avec Glaceau’s Vitamin-Water, et participe également à la campagne publicitaire d’American Express. Alicia Keys enregistre également avec Jack White des White Stripes la chanson Another Way to Die, qui est le générique d'entrée du film Quantum of Solace, le premier duo dans l’histoire de la saga James Bond. En 2008, cette chanson a été classée au numéro 80 du Billboard Américain Hot 100. Alicia tient également un rôle dans Le Secret de Lily Owens aux côtés de Jennifer Hudson, Dakota Fanning et Queen Latifah. Il s'agit d'un film produit par Will Smith et sa femme Jada Pinkett Smith, inspiré du roman homonyme de Sue Monk Kidd. Alicia Keys reçoit pour son rôle une nomination au NAACP Image Award, et trois nominations aux Grammy Awards 2009 pour l'album As I Am. Elle remporte le prix pour la meilleure performance vocale pour une artiste féminine R&B pour son single Superwoman,.
Vers la fin 2008, Alicia commence le tournage de Composition in Black and White, adaptation cinématographique de la biographie d’une pianiste classique métisse des années 1930-1940, Philippa Schuyler, dont Alicia tiendra le rôle principal. Le noir et blanc du titre fait référence à la fois aux touches de piano (instrument de prédilection de Schuyler et de Keys) et au métissage. Alicia et Philippa sont toutes deux nées d’un père noir et d’une mère blanche. Pour l’anecdote, on peut noter la présence de Halle Berry à la production,.

### Autres projets etThe Element of Freedom(2009–2011)

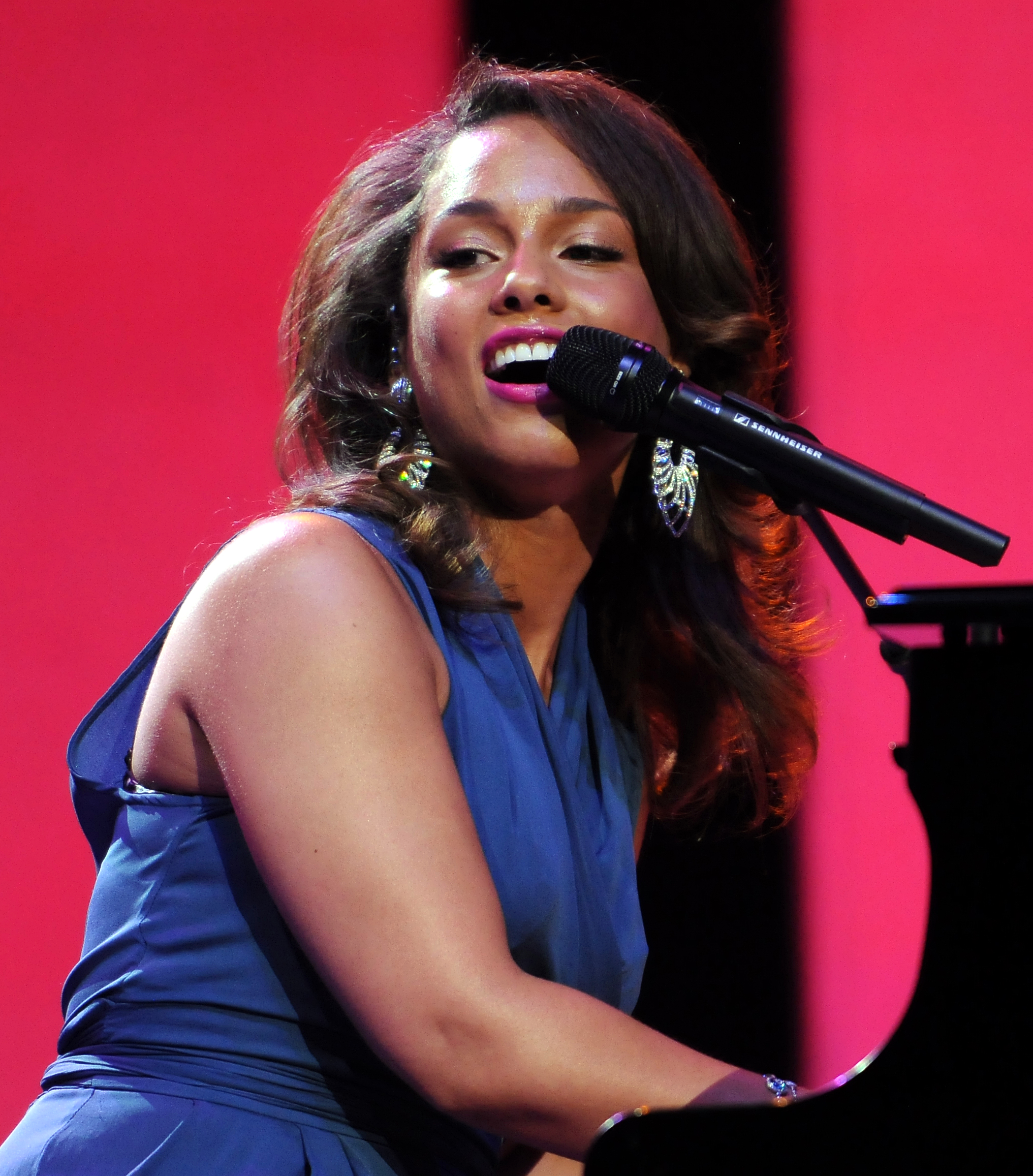
En concert aux États-Unis, en juin 2011.

Alicia Keys et son manager Jeff Robinson signent un accord pour la production de films et le développement des projets de live-action avec Disney. Leur premier film sera un remake de la comédie de 1958 L'Adorable Voisine. Alicia y figurera en jouant le rôle « d’une sorcière qui jette un sort sur la fiancée de l’homme qu’elle aime ». Alicia et Robinson créent également une société de production de télévision appelée Big Pita & Little Pita. Ils y développent et animent des projets de live-action, avec Alicia comme productrice, comédienne, et gestionnaire de la piste audio et musique. Durant l'été 2009, Alicia Keys collabore avec le rappeur-producteur Swizz Beatz pour écrire et produire le titre Million Dollar Bill, pour le septième album studio de Whitney Houston, I Look to You. Alicia contacte pour cela Clive Davis pour obtenir l'autorisation de soumettre une chanson à cet album. En juin 2009, l’American Society of Composers, Authors and Publishers (Association Américaine des Compositeurs, Auteurs et éditeurs) honore Alicia Keys avec le prix de Golden Note Award, une récompense accordée aux artistes « qui ont obtenu des jalons extraordinaires de carrière ». En août 2009, elle collabore et enregistre avec Jay-Z la chanson Empire State of Mind pour l’album The Blueprint 3 de ce dernier. La chanson devient le no 1 du Billboard Hot 100 dès sa sortie. Ce qui sera son second single (duo) numéro 1 sur ce chart. Keys et Jay-Z seront d'ailleurs récompensés en avril 2010 par l'ASCAP pour ce duo où ils font l’éloge de la ville de New York, en lui rendant un hommage très appuyé. En quelques jours à peine, le duo, devenu nouvel hymne de la ville natale des deux chanteurs, suscite un enthousiasme sans précédent.
En novembre 2009, Alicia Keys se lance dans le monde des affaires avec sa société AK Worldwide. La première initiative de sa compagnie a été l'association avec la créatrice canadienne de bijoux, Gisèle Thériault. Au début de décembre 2009, Keys collabore avec Alejandro Sanz dans son album Paraiso Express sur le titre Looking For a Paradise, qui connait d'ailleurs un énorme succès aux Charts Latinos, avec la récolte de trois prix aux Billboard Latin Music Conférence & Awards en avril 2010. En mi-décembre 2009, Alicia revient avec son quatrième album studio The Element of Freedom. C’est un de ses albums les plus nuancés et les plus personnels, après son précédent album As I Am. Bien que les deux premiers singles Doesn't Mean Anything et Try Sleeping with a Broken Heart n'aient pas vraiment marché, l'album connaît un fort succès avec plus de 3 000 000 exemplaires vendus dans le monde.
Elle collabore avec le chanteur canadien Drake pour le titre Un-Thinkable (I'm Ready), bien accueilli par le public, et qui atteint le top du Hot 100 R&B/Hip-Hop, dès la sortie du clip-vidéo en mi-mai 2010. Par ailleurs, Keys s’inspire aussi des chanteurs qui l’ont influencée, comme Prince, ou encore Jay-Z, avec qui elle coécrit Empire State of Mind (Part II) Broken Down. Et enfin, elle fait un duo avec Beyoncé Knowles avec le titre Put It in a Love Song.
The Element of Freedom est aussi un album où on retrouve l’artiste neo soul rebelle comme le note le magazine The New York Times, et elle confie d'ailleurs à la chaîne de télévision MTV : « il faut s’attendre à une surprise… Je n’aime pas refaire les mêmes choses. » En effet, Alicia bouscule un peu le confort de son auditeur, comme avec le titre Put It in a Love song, une chanson aux rythmes de la samba brésilienne, presque drôle à écouter, comme le souligne le magazine américain Entertainment Weekly. The Element of Freedom est certifié disque de platine dans plusieurs pays dont les États-Unis (par le Recording Industry Association of America), le Royaume-Uni (BPI), le Canada, et il est sorti numéro 2 au Billboard américain (Top 200), et la première place aux classements des ventes britanniques. C’est la première fois, depuis le début de sa carrière, qu’Alicia arrive en tête d'un classement britannique. En juin 2011, Songs in A Minor est réédité en version deluxe et édition collector en commémoration de son 10e anniversaire. Pour faire sa promotion, Alicia Keys a entrepris une tournée dans quatre villes : Piano & I: A One Night Only Event With Alicia Keys (en), elle seule avec son piano.

### Girl on Fire(depuis 2012)

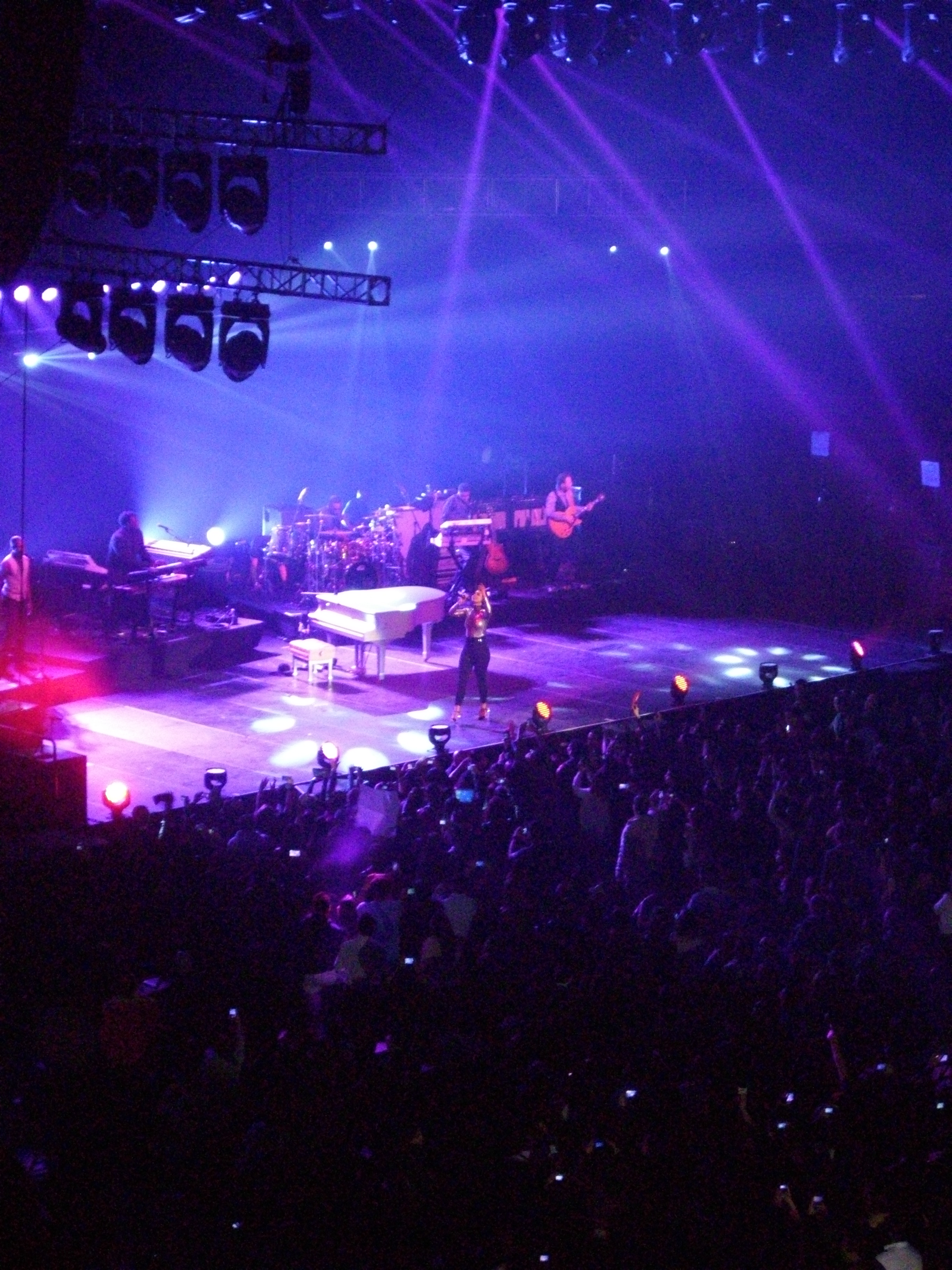
En concert au Chili, en septembre 2013.

Le 23 septembre 2011, Alicia Keys interprète lors du iHeart Music Festival la chanson A Place of My Own, présent dans son 5e album studio. Le 7 octobre, RCA Music Group annonce la dissolution des labels J Records, Arista Records et Jive Records. Le 18 février, Keys chante Prelude to a Kiss lors des funérailles de la chanteuse Whitney Houston dans l’Église NewHope Baptist à Newark. Elle dévoile le 27 avril Not Even the King pendant le MTV Upfront. Le 28 juin, elle met en ligne New Day.
Le 14 août, Alicia Keys annonce que son prochain album studio sera baptisé Girl on Fire. Elle écrit sur son site internet : « Je suis en studio là maintenant en train de travailler sur mon nouvel album et je suis SI excitée !!! Je suis enflammée !!! Je suis comme l’allumette pour la flamme ! J'ai le titre de cet album en tête depuis longtemps [...] Ça a été dur de le retenir et maintenant, je ne le retiendrai plus ! Il est appelé Girl on Fire !!! Et c'est exactement ce que je ressens !!! [...] avant de faire cet enregistrement, quelque part je me sentais comme un lion retenu en cage [...] J'ai fait ce choix de devenir cette « fille en feu », le lion s'est libéré ! » Elle chante le premier single de l'album lors des MTV Video Music Awards 2012 le 6 septembre 2012.
Le 28 mai 2016, elle participe avec Andrea Bocelli à la cérémonie d'ouverture de la finale de la Ligue des champions de l'UEFA 2015-2016 au stade Stade Giuseppe-Meazza à Milan.

### ALICIA(2020)
Le 15 janvier 2019, Keys a été annoncée comme présentatrice de la 61e cérémonie des Grammy Awards. C´est la première fois qu´Alicia Keys est le maître de cérémonie de l’événement.
En septembre 2019, Keys a sorti un nouveau single, Show Me Love, en duo avec Miguel. Le vidéoclip accompagnant les acteurs Michael B. Jordan et Zoe Saldana. La chanson a eu un impact sur la radio urbaine le 24 septembre 2019 en tant que premier extrait du septième album studio à venir de Keys, intitulé Alicia. Keys a joué le morceau pour la première fois lors de son apparition au festival de musique iHeart Radio 2019 à Las Vegas.
Le 9 janvier 2020, Alicia Keys sort le nouveau single Underdog et devient ainsi le deuxième single de son album à venir.
Le 18 septembre 2020, Alicia Keys dévoile son septième album simplement intitulé ALICIA.

### Santa Baby(2022)
Le 4 novembre 2022 sort un album de 11 chansons de Noël.

### Vie personnelle

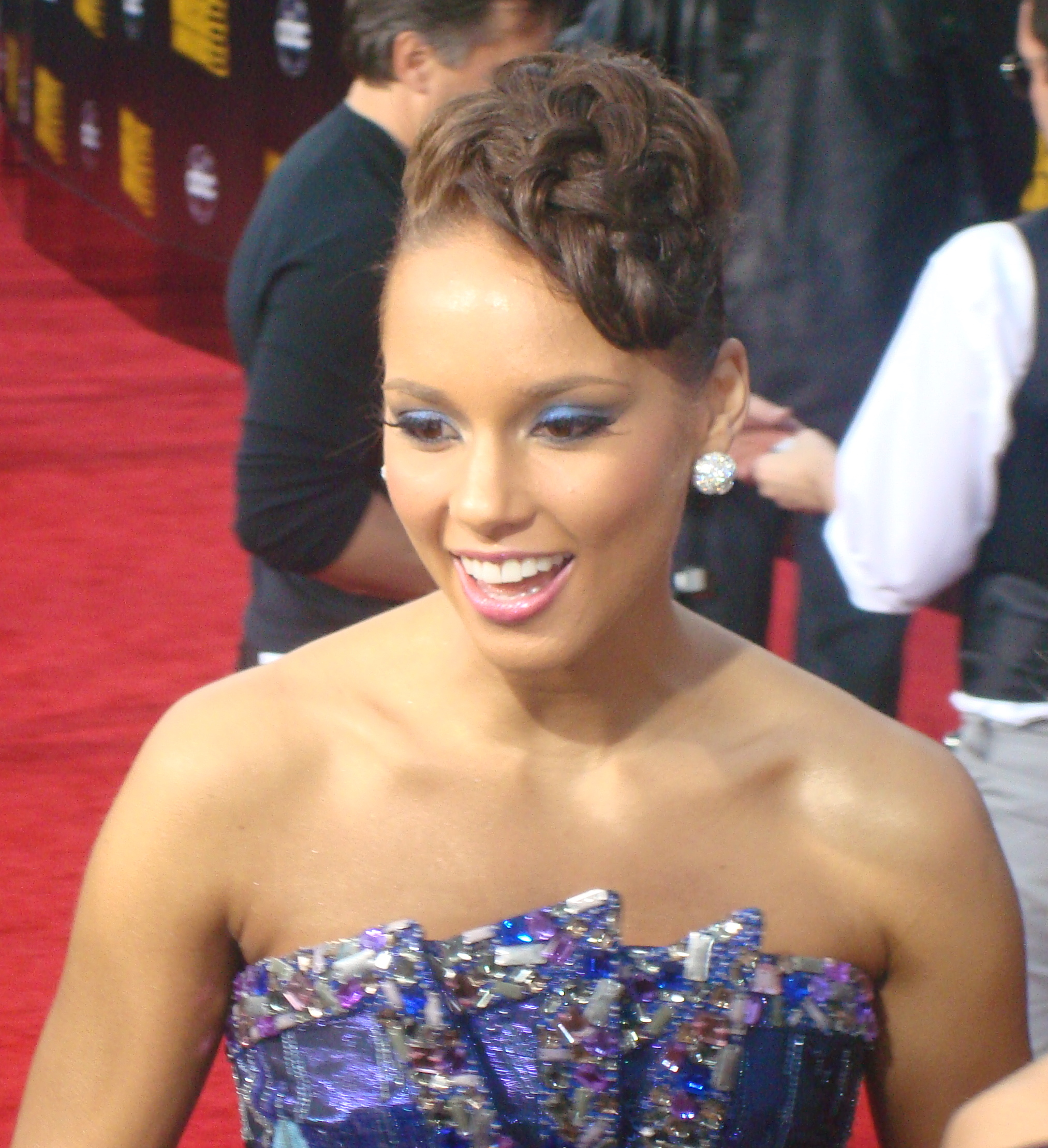
Alicia Keys aux American Music Awards, en 2009.

En 2005, la presse se fait écho de la volonté d'Alicia Keys de se réconcilier avec son père. Toutefois, elle dément cette intention et ajoute que ses mots ont été mal interprétés[réf. souhaitée]. Des rumeurs circulent sur le fait qu’elle sort et va se marier avec Kerry ‘Krucial’ Brothers (cofondateur de KrucialKeys qui est une entreprise de production indépendante). Mais rien ne sera jamais confirmé. C'est de nouveau le cas en 2003 lorsqu’elle enregistre le single My Boo avec le chanteur Usher. C'est la même chose avec le rappeur Common qui joue son copain dans le film Smokin' Aces, I want you (Common) et Like you'll never see me again (Alicia Keys)[réf. souhaitée]. Dans la revue Jane de février 2006, questionnée sur ses amours, Alicia répond simplement qu'elle a quelqu'un dans sa vie depuis longtemps et que c'est une personne spéciale. Elle ajoute qu'elle est soulagée de ne pas avoir à chercher l'amour et qu'elle se trouve très chanceuse. Mais, elle précise qu'elle ne veut pas se marier ni avoir d'enfants avant l'âge de 30 ans puisqu'elle veut « vivre sa vie »[réf. souhaitée].
En décembre 2007, Alicia révèle, à la revue Giant, qu'Oprah Winfrey, la très populaire animatrice de talk-show, lui a conseillé de garder un secret absolu sur sa vie amoureuse. Donc, quand le magazine la questionne sur sa relation avec Kerry Brothers, elle déclare que : « c'est ce que les gens disent depuis un certain temps, mais qu'elle ne répond pas à ce genre de question. Elle ajoute... et je ne peux pas désobéir à Oprah »[réf. nécessaire].
En 2008, le magazine Blender ayant interviewé Alicia Keys sur la notion Gangsta rap, reporte que la chanteuse a dit que « cette notion est une conspiration inventée par le gouvernement pour inciter le peuple noir à s’entretuer… ce mot n’existe pas, ça représente la violence… l’histoire entre Tupac Shakur et le Notorious B.I.G. a été attisée par le gouvernement et les médias pour stopper la montée du pouvoir noir… ». Toujours selon le magazine Blender, Alicia a dit « avoir lu plusieurs autobiographies sur les Black Panthers et porter un collier AK-47 en or symbolisant la force, le pouvoir et « les tuer à mort »… », et qu’elle « aimerait écrire sur la politique s’il y avait encore des pouvoirs comme les Black Panther ». La mère d’Alicia Keys est immédiatement intervenue pour démentir ces propos en ajoutant qu’elle « n’a jamais vu ce genre de collier (AK-47) sur le cou de sa fille ». Cette dernière était en congé à la sortie de l’article,.

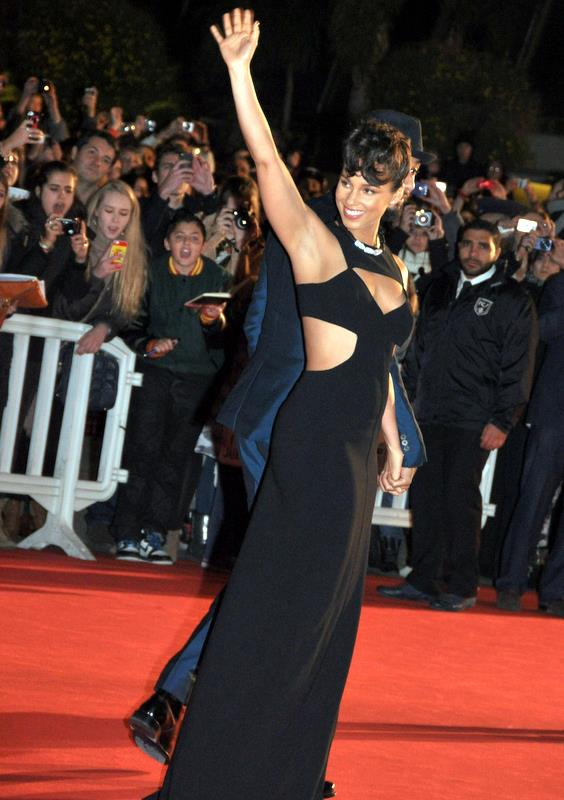
Alicia Keys à la cérémonie des NRJ Music Awards 2013.

Alicia intervient plus tard, par le biais de J Records, pour expliquer que « mes propos ont été totalement dénaturés par le magazine Blender… mes commentaires sur la notion Gangsta rap ne sont en aucun cas d'essayer de faire croire que le gouvernement est responsable de la création de ce genre de mouvement… le point que je voulais expliquer était que le terme était utilisé par certains journalistes en causant des réactions qui ne sont pas toujours positives. Certaines des paroles de Gangsta rap reflétaient les problèmes des expériences des artistes, et je pense que nous tous, y compris nos leaders, pourrions faire beaucoup plus pour aborder les problèmes de drogues, de gangs, de crimes, de la violence et autres problèmes sociaux. »
Elle explique ensuite que « AK-47 n’est pas un collier, mais un surnom que lui ont donné ses amis : AK comme acronyme pour Alicia Keys et 47 comme une métaphore car selon mes amis, j’arrive à impressionner mon public avec ma musique et mes spectacles sur scène. Cette référence n’a été en aucun cas destinée à avoir une connotation littérale, politique ou négative »,.
Le rappeur 50 Cent qui dit représenter le Gangsta Rap a dit se sentir visé après la publication de l’article, et il déclare lors d’un enregistrement vidéo que « désormais, je n’aime plus Alicia Keys et je la déteste  pour la même raison que je déteste Oprah Winfrey… je n’aime pas les gens qui ne m’aiment pas… d’ailleurs je ne comprends pas pourquoi les gens aiment sa musique classique de m****… »,,. En juillet 2008, Alicia Keys est critiquée par des associations anti-tabac, après que le logo de la marque de cigarettes A Mild, produites par Philip Morris International, a été apposé sur les affiches de ses concerts en Indonésie. Alicia Keys s’excuse, après avoir découvert que ses concerts sont sponsorisés par un cigarettier, et demande le retrait du sponsor.
Des rumeurs circulent sur le fait qu’elle sort avec le rappeur et producteur Swizz Beatz, lequel est alors en procédure de divorce. Alicia n’a jamais confirmé leur relation, jusqu’à ce que Swizz Beatz le fasse via le magazine New York Daily News en mai 2009. Ils se seraient fiancés le 26 janvier 2010, le lendemain de l’anniversaire d’Alicia Keys qui a nié les rumeurs sur ses fiançailles. Le 28 mai 2010, les portes paroles de Keys et de Swizz Beatz confirment leurs fiançailles, mais aussi la naissance prochaine de leur premier enfant.
Le couple se marie le 31 juillet 2010 en Corse dans une cérémonie privée à laquelle assistent leurs familles et leurs amis proches (dont Bono et Queen Latifah). La cérémonie est présidée par Deepak Chopra.
Elle donne naissance à son premier enfant qui est un garçon le 14 octobre 2010 et qui s'appelle Egypt Daoud Dean. Le 31 juillet 2014, la chanteuse annonce via son compte Instagram être enceinte de son deuxième enfant. Elle accouche d'un petit garçon, Genesis Ali Dean, le 27 décembre 2014.

## Style artistique

### Style musical, voix et influences

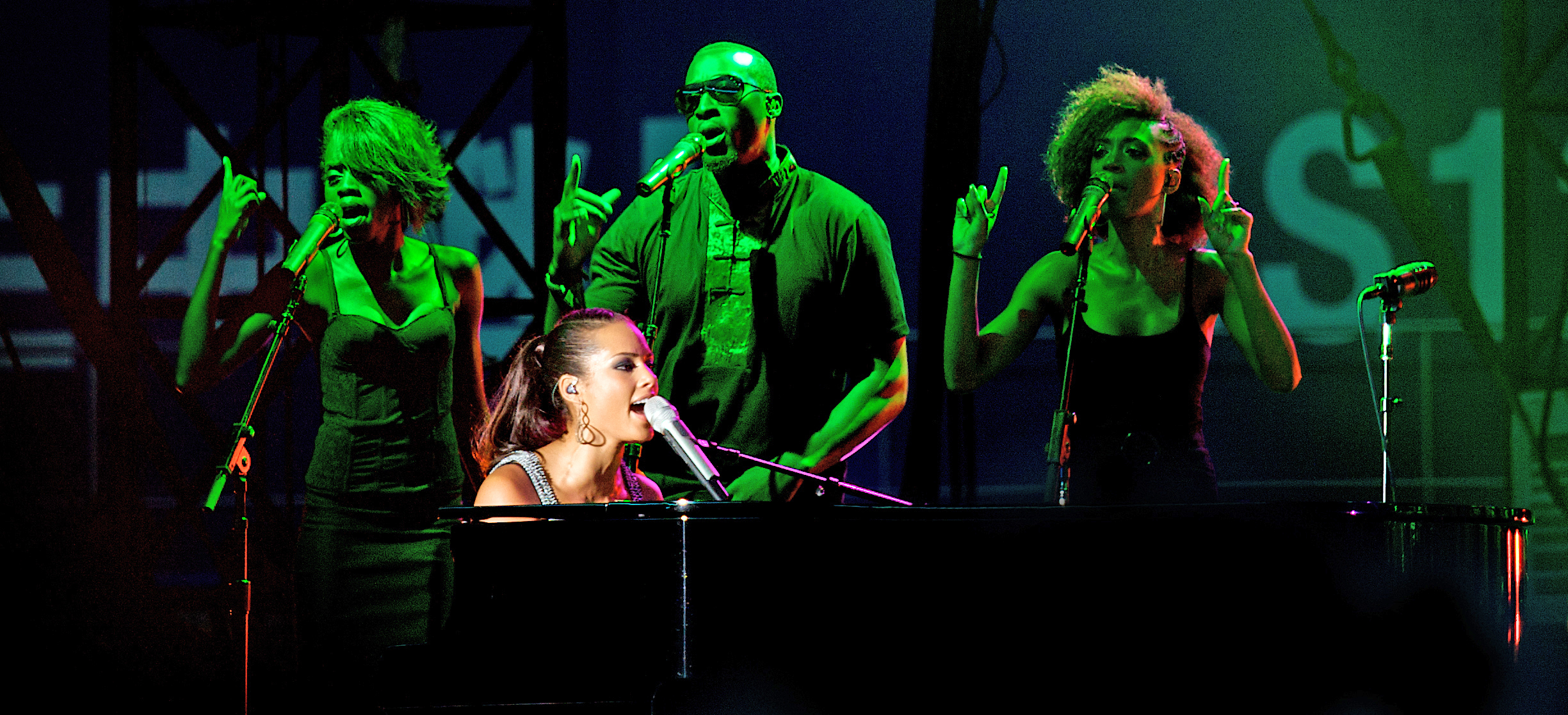
Keys jouant du piano sur scène, entouré par ses trois choristes, en août 2008, à Tokyo.

Pianiste accomplie, Alicia Keys intègre en majorité le piano dans ses chansons qui parlent d’amour, de déceptions amoureuses, de la valeur des femmes, du pouvoir féminin. Ayant reçu à la base une formation de musique classique, Alicia a un style musical enraciné dans le jazz, la soul et le gospel. Mais celle que l’on surnomme la princesse de la Soul a été fortement influencée par différents styles musicaux. Ce qui va d’ailleurs la pousser à expérimenter d’autres styles musicaux et à embrasser un environnement très éclectique qui mêle soul, jazz, blues, funk, R&B, pop, rock, hip-hop, groove, reggae… d’où la diversité de chacun de ses albums,.
En effet, Alicia Keys fut extrêmement influencée par différentes générations et disciplines musicales, en partant du style de Nina Simone, Donny Hathaway, Marvin Gaye, Aretha Franklin, Stevie Wonder, Whitney Houston, Prince dont elle reprend le titre Adore au BET Awards… mais aussi de compositeurs de la musique classique comme Beethoven, Mozart, Chopin surtout, Erik Satie et Leontyne Price. On peut aussi noter l’influence de rappeurs comme Tupac Shakur, The Notorious B.I.G., Jay-Z et Wu-Tang Clan.
Le magazine américain MTV News considère qu'Alicia Keys aide à redéfinir la sensation de la musique durant la nuit ; et selon Patrick Huguenin du magazine New York Daily News, « cette incorporation de la musique classique au R&B, Pop, Rock... a contribué à l’énorme succès d’Alicia Keys ». Les magazines Américains The Independent, Jet… ont décrit son style comme « composé de Blues avec un backbeat Hip-hop », tout en notant que « ses paroles sur l’amour sont rarement errantes »,. Le magazine Américain Blender la qualifie comme « la 1re nouvelle artiste du millénaire qui est capable de changer de musique »,.

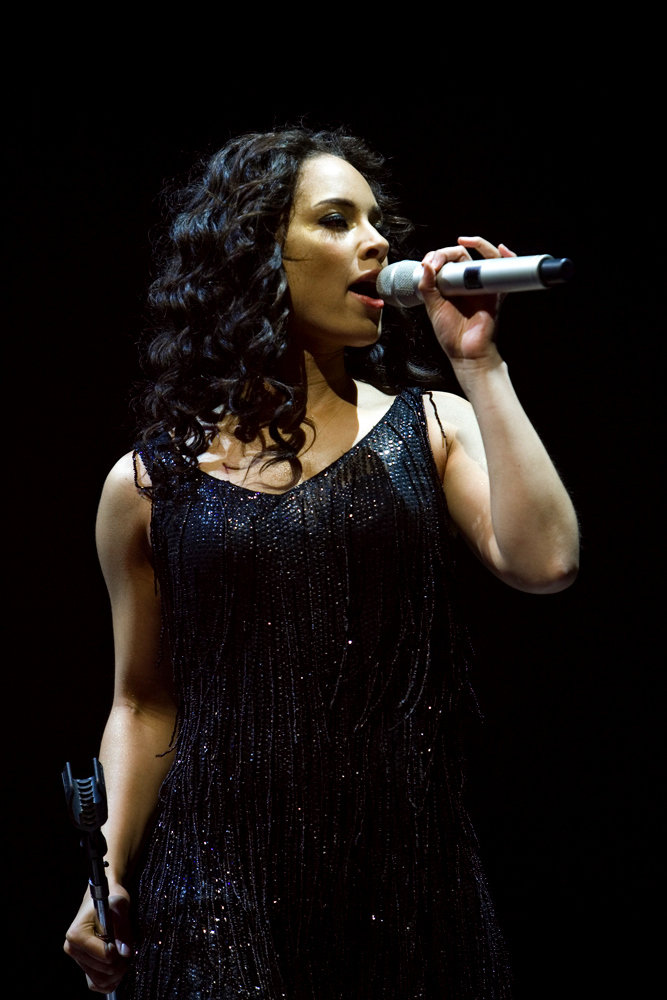
Alicia Keys en 2008, lors d'un concert au Portugal.

Par ailleurs, Alicia Keys possède l'étendue vocale d’une contralto qui s’allonge sur trois octaves,, et est louée comme « ayant une voix forte, crue et passionnée » par le magazine Rolling Stone qui la surnomme « reine de la musique soul ». Mais selon certains magazines américains, comme le Chicago Tribune, « la voix d’Alicia a été façonnée » et la chanteuse « essaie parfois de dépasser ses limites vocales naturelles...et d’avoir des hits plutôt que d’essayer de projeter un seul style musical... »,. En outre, le magazine américain The Village Voice « compare l’écriture et la musique d’Alicia à celle des années 1970. » Joanna Hunkin du magazine néo-zélandais The New Zealand Herald examine l’une des performances d’Alicia Keys à laquelle assistait la chanteuse australienne Kylie Minogue. La journaliste décrit la réaction de Minogue face à la performance d’Alicia : « Il était évident qu’elle était au moins autant fan que les 10 000 autres personnes présentes au Victor Arena ». Hunkin poursuit en disant qu'au moment du rappel, levant les bras pendant une interprétation très funk de No One, « La princesse originale du pop [Kylie Minogue] s’est inclinée  pour la reine des temps modernes de la musique Soul ». Joanna Hunkin qualifie l’énergie déployée par la chanteuse pendant toute l'ouverture du concert comme étant « d'un indice élevé d’octane que la plupart des groupes réservent au finale de leurs concerts ».
Hillary Crosley et Mariel Conception du magazine Billboard notent que les performances d’Alicia Keys étaient « extrêmement coordonnées avec l’attention d’un public complètement maintenue. Ses concerts se terminent par une ovation dynamique avec une virtuosité très élevée », et en décembre 2009, lors de la sortie de son quatrième album (The Element of Freedom), plusieurs magazines, comme le Daily Motion, qualifient Alicia Keys « d’artiste singulière et très surprenante. »

### Auteur-compositrice et productrice
Alicia Keys écrit la plupart de ses chansons, et ce bien avant le début de sa carrière. En effet, elle confie, lors d’une interview en 2005 au magazine ASCAP (The American Society of Composers, Authors and Publishers), « qu'elle a commencé à écrire dès l’âge de onze ans, après avoir vu au cinéma le film Philadelphia avec Tom Hanks ». Elle dit qu’au fil des années, « la musique classique est devenue le fondement de sa création scripturale », mais elle ajoute que « ses sentiments, son chagrin, son bonheur, ses expériences, déceptions contribuent aussi énormément à son écriture »,. Surnommée Maestro depuis son premier album Songs in A Minor, Keys est honorée par l’association américaine des auteurs-compositeurs (ASCAP) avec le prix Songwriters Hall of Fame Starlight Awards, et gagne également d’autres prix dont le ASCAP’s Songwriter of the year Awards. En 2005, elle publie son premier livre, un recueil de poème (Tears for Water) devenu l’un des best-sellers de l’année, selon le quotidien The New York Times (500 000 $).
Depuis le début de sa carrière, Alicia travaille avec son ami de toujours, Kerry « Krucial » Brothers, qu’elle estime « comme l’autre partie d’elle-même (musicalement) ». Ensemble, ils créent l’entreprise de production, KrucialKeys.

### Scène et image

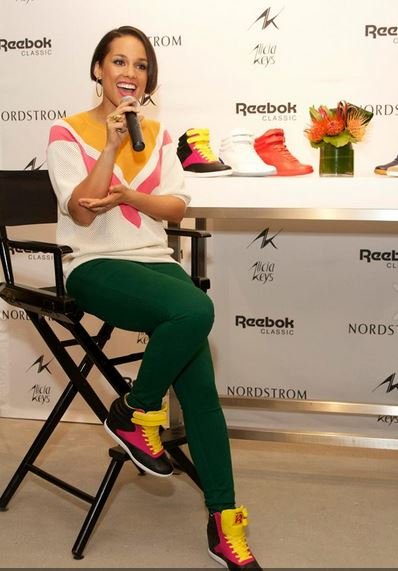
En octobre 2013, pour la marque Reebok.

Depuis le début de sa carrière, Alicia Keys refuse de suivre l’idée de certains de ses sponsorings qui lui demandaient  « de mettre en avant sa beauté tout autant que sa musique, mais aussi de changer de style vestimentaire, de mettre en avant ses formes, comme les autres artistes à l'image de Mariah Carey, Beyoncé,... », disant se « sentir bien dans son style », elle reçoit pour cela le soutien de certains artistes qui estiment « qu’il vaut mieux l’apprécier pour sa musique, son talent... et non pour sa beauté…ou ses rondeurs… »,. Ayant remporté à plusieurs reprises le prix Glamour Woman of the Year, Alicia Keys fait la couverture de plus d’une centaine de magazines au niveau national et international, dont Cosmopolitan, Ebony, Jet, Vanity Fair, Billboard, Essence, Vogue, Elle, GQ, Giant (en), Rolling Stone, et The New York Times…
Alicia fait très souvent partie de la liste des 100 femmes les plus belles au monde et les mieux habillées de l’année, selon les magazines Glamour et Essence. En 2009, le magazine Vanity Fair l’ajoute une nouvelle fois à la liste des célébrités les mieux habillées de l’année au monde.
Sur scène, Keys joue la plupart du temps du piano, mais il lui arrive aussi de quitter celui-ci et de danser, aussi naturellement.

## Engagements

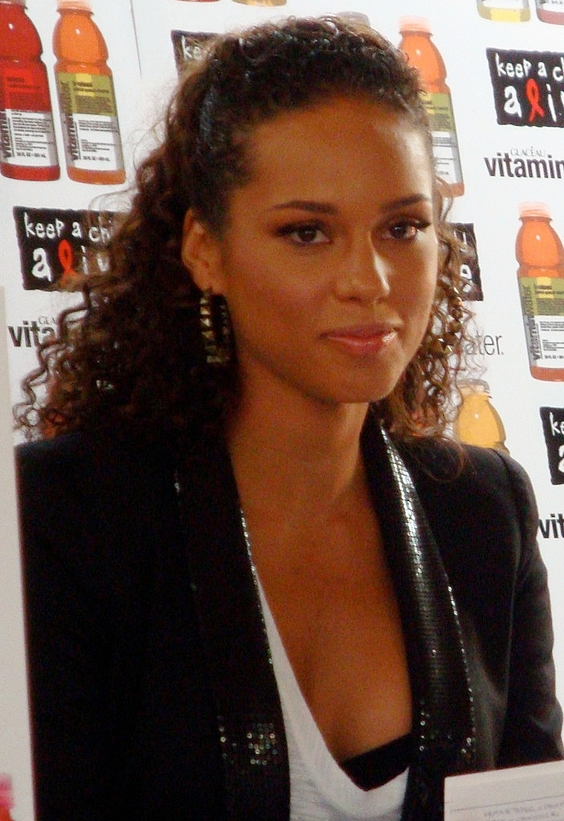
En juillet 2010, pour le FIFA World Cup Kick Off Concert.

### Keep a Child Alive
Au premier rang de l’engagement humanitaire d’Alicia Keys se trouve l’association Keep a Child Alive dont le but est de fournir des soins et  des traitements aux enfants et aux familles touchés par le sida en Afrique et en Inde. Keep A child Alive (KCA) est née en 2003. Lors d'une invitation en Afrique, au Kenya, Ouganda et Afrique du Sud (en 2002), Alicia Keys est bouleversée par son voyage et décide de rejoindre Leigh Blake pour la création de KCA. Leigh Blake en est la présidente et Alicia Keys en est la principale Ambassadrice,. Le but de KCA est d’agir directement sur la vie de ceux qui ont besoin d’aide en récoltant des fonds permettant d’engager des actions concrètes sur le terrain. L’association se charge aussi de fournir des traitements et des soins, de financer des orphelinats et d’apporter de l’aide au développement à diverses cliniques.

### Black Ball
Black Ball est une grande soirée de charité destinée à la récolte de fonds pour l’association Keep a Child Alive. Durant la soirée, il y a l’organisation de ventes aux enchères, de spectacles musicaux… et l’engagement humanitaire de diverses personnalités est mis à l’honneur. Alicia Keys qui en est la principale organisatrice reçoit le soutien de plusieurs personnalités dont Bill Clinton, Bono (U2), Richard Branson, Youssou N'Dour, Halle Berry, Tyler Perry, Giorgio Armani, Gucci, Louis Vuitton, Iman, Justin Timberlake, Stacy London, Padma Lakshmi. On peut noter aussi le soutien des émissions de télévision comme American Idol, les chaînes de télévision MTV, BET… mais aussi notamment d’American Express, Google, CNN, et le magazine USA Today,.
Black Ball se tient chaque automne à New York. Une édition spéciale se déroule à Londres (Grande-Bretagne) depuis juillet 2008. En 2008, Alicia Keys a été honorée par le BET Awards pour son engagement humanitaire.

### Autres sources de financement
En 2005, à l’occasion de la journée mondiale du SIDA, Keys chante avec Bono du groupe U2 Don’t Give Up Africa (à l’origine de Don’t Give Up de Peter Gabriel), dont les fonds sont destinés à soutenir les enfants affectés par le SIDA,. Depuis 2008, et avec l’appui d’Alicia Keys, KCA s’engage sous une forme plus moderne pour la récolte de fonds par l’intermédiaire des téléphones portables (envoi de 5 $ par le biais de l’envoi d’un SMS). L’opération permet de récolter des sommes au-delà des espérances et à chaque fois qu’Alicia Keys demande au public de s’engager, son appel est entendu et la répétition d’actions ponctuelles donne des résultats impressionnants. En décembre 2009, lors de la sortie de son dernier album (The Element of Freedom) et de la Journée mondiale de lutte contre le sida (1er décembre), Alicia keys a organisé un concert diffusé en direct sur YouTube (en collaboration avec American Express, avec comme invité le rappeur Jay-Z) et dont les fonds sont versés à l’association KCA,. Durant cette soirée, Alicia Keys déclare qu’elle choisira cinq personnes qui partiront avec elle en Afrique pour cinq jours, à travers les texto (SMS) envoyés (comme une loterie). On peut aussi citer la ligne de bijoux d'Alicia Keys (The Barbers's Daughter) commencée à la fin de 2009, et dont la plupart des bénéfices sont versés à l'association KCA.

### Autres engagements

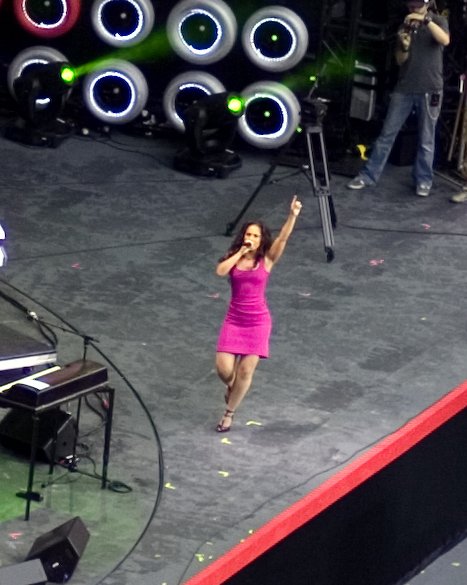
Alicia Keys en 2007, répétant pour le concert de Live Earth dans le New Jersey.

En 2001, après les attentats du 11 septembre, Alicia Keys participe au téléthon pour la récolte de fonds versés aux familles des victimes. En 2005, elle chante aussi à Philadelphie, en Pennsylvanie dans le cadre du Live 8 Concert Mondial, pour sensibiliser à la pauvreté en Afrique et faire pression sur les dirigeants du G8 pour prendre des mesures. Ce fut aussi le cas en 2007, à l'occasion du concert international Live Earth pour la cause de l'environnement. En 2005, après l'ouragan Katrina, à La Nouvelle-Orléans (Sud-Est des États-Unis), elle participe à divers concerts dont les fonds sont versés aux victimes de l'ouragan,.
Depuis 2006, Alicia Keys participe aussi très souvent aux concerts organisés pour l’attribution des Prix Nobel de la paix et où elle a aussi chanté en 2007. Alicia Keys fait des dons (2007) à Frum Tha Ground, sa première association à but non lucratif qui aide les enfants et les adolescents dans le cadre de leurs études.
Lors des élections présidentielles de 2008, A. Keys coécrit avec Jay-Z et Joss Stone le thème d'une des chansons de la campagne présidentielle de Barack Obama. En juillet 2009, elle participe au concert de Mandela Day pour la célébration de la 91e année de l’ancien président de l’Afrique du Sud (Nelson Mandela). En janvier 2010, elle participe au téléthon américain (Hope for Haïti) dont les fonds seront versés à Haïti qui a été frappé par un tremblement de terre. Un album live, Hope for Haiti Now, est enregistré à l'occasion. Plus de 171 000 copies seront vendues dès le premier week-end en téléchargement.

### Hommage
Le 13 avril 2017, Alicia Keys reçoit le Prix Ambassadeur de la conscience, décerné par Amnesty International et qui « rend hommage à des personnes qui ont montré la voie en matière de défense des droits humains et qui ont fait preuve d'un courage exceptionnel pour les défendre » — un prix également remis, cette année, à « six personnes représentant la force et la diversité du mouvement des droits des autochtones du Canada ». À cette occasion, la musicienne déclare : 

« C’est avec beaucoup d’humilité que je reçois ce grand honneur, et que je me trouve en présence du mouvement des droits des peuples autochtones, […]. Cela m'encourage à continuer à dénoncer les injustices et à utiliser les moyens qui sont à ma portée pour attirer l'attention sur les questions qui tiennent à cœur. »

## Distinctions
Depuis le début de sa carrière, Alicia Keys recense plus de 30 millions de disques vendus à travers le monde, et de nombreux prix parmi lesquels : 12 Grammy Awards, 11 Billboard Music Awards, 5 American Music Awards, 3 World Music Awards, 6 BET Awards, et 14 NAACP Image Awards, notamment. Le 11 décembre 2009, la chanteuse a été classée, par le magazine américain Billboard, 5e parmi les 20 meilleurs artistes R&B/Hip-hop de la décennie 2000-2010.
En 2011, sa figure de cire entre au Musée Madame Tussauds de New-York,.

## Discographie
- 2001 : Songs in A Minor
- 2003 : The Diary of Alicia Keys
- 2007 : As I Am
- 2009 : The Element of Freedom
- 2012 : Girl on Fire
- 2016 : Here
- 2020 : Alicia
- 2021 : Keys
- 2022 : Santa Baby

## Livres et recueils de poèmes
- 2004 : (en) Tears for water : songbook of poems and lyrics, New York, Berkley Books, 2005 (ISBN 0-425-20560-6).
- 2006 : (en) How can I keep from singing : transforming the lives of African children and families affected by AIDS, New York London, Umbrage Turnaround distributor, 2006 (ISBN 1-884-16760-8).
- 2020 : (en) More My Self.

## Tournées
| Année | Nom                                                            | Dates | Tournée internationale              | Album soutenu            |
| ----- | -------------------------------------------------------------- | ----- | ----------------------------------- | ------------------------ |
| 2004  | Verizon Ladies First Tour avec Beyoncé, Missy Elliott et Tamia | 30    | Non ( États-Unis)                   | The Diary of Alicia Keys |
| 2005  | The Diary Tour                                                 | 36    | Oui ( États-Unis, Canada)           | The Diary of Alicia Keys |
| 2008  | As I Am Tour                                                   | 94    | Oui ( Monde)                        | As I Am                  |
| 2010  | The Freedom Tour                                               | 46    | Oui ( États-Unis, Canada et Europe) | The Element of Freedom   |
| 2012  | The Girl on Fire Tour                                          | >12   | Oui ( États-Unis), Europe)          | Girl On Fire             |

## Filmographie

### En tant qu'actrice
| Année | Titre                        | Rôle            | Note                                                                                    |
| ----- | ---------------------------- | --------------- | --------------------------------------------------------------------------------------- |
| 1985  | Cosby Show                   | Maria           | (saison 1, épisode 22)                                                                  |
| 2003  | Mes plus belles années       | Fontella Bass   | Rescue Me (saison 2, épisode 6)                                                         |
| 2005  | 1, rue Sésame                | Elle-même       | (saison 36, épisode 26)                                                                 |
| 2006  | Mi$e à prix                  | Georgia Sykes   | Premier rôle au cinéma                                                                  |
| 2007  | Le Journal d'une baby-sitter | Lynette         | Deuxième rôle au cinema                                                                 |
| 2007  | Cane                         | Elle-même       | (saison 1, épisode 7)                                                                   |
| 2008  | Le Secret de Lily Owens      | June Boatwright | Nommée - NAACP Image Award de la meilleure actrice de soutien exceptionnel dans un film |
| 2015  | Empire (série télévisée)     | Skye Summers    | Saison 2, épisode 9 et 10                                                               |

### En tant que réalisatrice
- 2011 : Un combat, cinq destins (Five) d'Alicia Keys, Jennifer Aniston, Patty Jenkins, Demi Moore, Penelope Spheeris, composé de 5 courts-métrages
- 2021 : L’Amour complexe (Resort to  love) avec Christina Milian

## Émissions de télévision

### Coach
| Année | Titre               | Rôle      | Note                                                                                |
| ----- | ------------------- | --------- | ----------------------------------------------------------------------------------- |
| 2016  | The Voice saison 11 | Elle-même | Coach lors de la saison 11 aux côtés d'Adam Levine, Blake Shelton et Miley Cyrus    |
| 2017  | The Voice saison 12 | Elle-même | Coach lors de la saison 12 aux côtés d'Adam Levine, Blake Shelton et Gwen Stefani   |
| 2018  | The Voice saison 14 | Elle-même | Coach lors de la saison 14 aux côtés d'Adam Levine, Blake Shelton et Kelly Clarkson |